# EME2
EME2 (англ. Essential meiotic structure-specific endonuclease subunit 2) – білок, який кодується однойменним геном, розташованим у людей на 16-й хромосомі. Довжина поліпептидного ланцюга білка становить 379 амінокислот, а молекулярна маса — 41 178.
| 10         |  | 20         |  | 30         |  | 40         |  | 50         |
| ---------- |  | ---------- |  | ---------- |  | ---------- |  | ---------- |
| MARVGPGRAG |  | VSCQGRGRGR |  | GGSGQRRPPT |  | WEISDSDAED |  | SAGSEAAARA |
| RDPAGERRAA |  | AEALRLLRPE |  | QVLKRLAVCV |  | DTAILEDAGA |  | DVLMEALEAL |
| GCECRIEPQR |  | PARSLRWTRA |  | SPDPCPRSLP |  | PEVWAAGEQE |  | LLLLLEPEEF |
| LQGVATLTQI |  | SGPTHWVPWI |  | SPETTARPHL |  | AVIGLDAYLW |  | SRQHVSRGTQ |
| QPESPKVAGA |  | EVAVSWPEVE |  | EALVLLQLWA |  | NLDVLLVASW |  | QELSRHVCAV |
| TKALAQYPLK |  | QYRESQAFSF |  | CTAGRWAAGE |  | PVARDGAGLQ |  | AAWRRQIRQF |
| SRVSPAVADA |  | VVTAFPSPRL |  | LQQALEACST |  | ERERMGLLAD |  | LPVPPSEGGR |
| PRRVGPDLSR |  | RICLFLTTAN |  | PDLLLDLGS  |  |            |  |            |

A: Аланін

C: Цистеїн

D: Аспарагінова кислота

E: Глутамінова кислота

F: Фенілаланін

G: Гліцин

H: Гістидин

I: Ізолейцин

K: Лізин

L: Лейцин

M: Метіонін

N: Аспарагін

P: Пролін

Q: Глутамін

R: Аргінін

S: Серин

T: Треонін

V: Валін

W: Триптофан

Кодований геном білок за функціями належить до гідролаз, нуклеаз, ендонуклеаз. 
Задіяний у таких біологічних процесах, як пошкодження ДНК, репарація ДНК, рекомбінація ДНК, альтернативний сплайсинг. 
Локалізований у ядрі.